# Reguła Ramseya
Reguła Ramseya – opisuje optymalny (minimalizujący zakłócenia efektywności) system podatków od towarów. Zgodnie z regułą podatki powinny być proporcjonalne do odwrotności skompensowanej elastyczności popytu. Zakładając doskonałą elastyczność podaży, najwyższą stawką podatku powinny zostać objęte towary o najmniejszej elastyczności popytu. Reguła opiera się na podstawowych założeniach modeli neoklasycznych (konkurencyjność gospodarki, praca jako jedyny czynnik produkcji, stałe przychody ze skali), zakłada ponadto brak zróżnicowania między jednostkami występującymi w populacja ludzkiej. Stosowanie reguły Ramseya w praktyce powodowałoby niewłaściwą redystrybucję dochodów, gdyż towary o niskiej elastyczności popytu, jak żywność, stanowią podstawę utrzymania ubogich gospodarstw domowych.
Została opracowana przez angielskiego matematyka i ekonomistę, Franka P. Ramseya. Opublikowana po raz pierwszy w 1927 r. w "The Economic Journal".